# Parafia Przenajświętszej Trójcy w Czarnym Dunajcu
Parafia Najświętszej Trójcy w Czarnym Dunajcu – rzymskokatolicka parafia w Czarnym Dunajcu, przynależąca do dekanatu Czarny Dunajec w archidiecezji krakowskiej.

## Historia
Na początku był tam drewniany kościół założony w 1552 roku. Parafia została założona w 1606 r. Jak podawał w 1860 r. Eugeniusz Janota w swym „Przewodniku w wycieczkach na Babią Górę, do Tatr i Pienin” probostwo tutejsze, jako najposażniejsze na Podhalu trzymali m.in. Teodor Howel, archidiakon, infułat kamieniecki, kanonik katedralny gnieźnieński (1744) oraz Gabriel Junosza Podoski, referendarz koronny, proboszcz kapituły krakowskiej, kanonik gnieźnieński, opat miechowski, później arcybiskup gnieźnieński i prymas (probostwo czarnodunajeckie posiadał do roku 1756).
Obecny, murowany kościół parafialny p.w. Przenajświętszej Trójcy powstał w latach 1863-1871, głównie staraniem ks. proboszcza Jana Komperdy.
Od 1994 roku proboszczem został Józef Gil, który przeprowadził wiele remontów w świątyni. Od 2005 roku proboszczem został ks.Kazimierz Koniorczyk, który przeprowadził małe zmiany dokoła kościoła (nowy chodnik), zmarł 30 grudnia 2007 roku po ciężkiej chorobie.
Proboszczowie parafii
1835–1846. ks. Tomasz Bryniarski.
1851–1863. ks. Bartłomiej Bogdalik.
1865–1880. ks. Jan Nepomucen Komperda.
1880–1889. ks. Andrzej Leja.
1890–1935. ks. Leopold Brosig.
1935. ks. Feliks Budzaszek (administrator).
1935. ks. Stanisław Mizia.
1935–1953. ks. Konstanty Łabędź.
1967–1984. ks. Józef Burkat.
1984–1990. ks. Marian Kuczaj.
1990–1994. ks. Włodzimierz Łukowicz.
1994–2005. ks. Józef Gil.
2005–2007. ks. Kazimierz Koniorczyk.
2007– nadal ks. Krzysztof Kocot.

## Kościoły filialne
- Stare Bystre – pw. św. Stanisława Biskupa i Męczennika[4].
- Wróblówka – pw. św. Jana Chrzciciela[5].